# Тонус, Кондратий фон
Кондратий фон Тонус (ок. 1750 — 17 сентября 1789) — российский дипломат австрийского происхождения, первый генеральный консул России в Египте.

## Биография
Тонус был австрийцем по происхождению и первоначально выбрал военную карьеру. В молодости он служил в польской королевской армии, где около 1775 года получил чин премьер-майора. Затем перебрался в Россию и 24 марта 1780 года в ранге секунд-майора был зачислен в Ямбургский карабинерный полк. Тем не менее, в дальнейшем Тонус стал дипломатом.
Согласно 11-й статье Кючук-Кайнарджийского мирного договора, заключенного в результате русско-турецкой войны 1768 — 1774 годов, Россия получила право назначать своих консулов в провинции Османской империи. Они были определены 19 августа 1784 года указом Екатерины II, в котором, среди всего прочего, шла речь и о назначении Кондратия фон Тонуса генеральным консулом в Александрии и всём Египте. Таким образом, майор Тонус стал первым постоянным дипломатическим представителем России на территории Египта.
Торжественное открытие нового генерального консульства состоялось 16 июня 1785 года. Согласовывая свои действия с посланником в Константинополе Я. И. Булгаковым, Тонус добился от беев, управлявших Египтом, исполнения условий русско-турецкого торгового договора 1783 года. В кратчайшие сроки он снискал большую популярность среди местного населения, которое шло к нему для разрешения конфликтов, называя российское консульство «домом правды». Кроме того, многие, в том числе Булгаков, приписывали Тонусу ключевую роль в благополучном исходе конфликта, произошедшего в 1785 году между находившимися в Александрии европейцами и одним из беев. Последний самовольно приступил к разрушению христианских церквей и арестовал всех консулов, требуя от них большой суммы денег. Однако, по настоянию Тонуса, дипломаты отказались что-либо выплачивать, и бей отпустил их, взяв деньги только с местных христиан.
Это происшествие стало одной из причин посылки турками карательной военной экспедиции для усмирения беев. Воспользовавшись крайним недовольством последних, Тонус смог войти к ним в доверие, сообщая беям о передвижениях турецких войск и даже помогая им планировать военные действия. После заключения невыгодного для турок мира Тонус был арестован в своём доме по подозрению в сотрудничестве с беями, но вскоре освобождён из-за нехватки улик. Это произошло незадолго до разрыва отношений между Россией и Турцией, приведшего к русско-турецкой войне 1787 – 1791 годов. Одним из требований, выдвинутых Турций перед разрывом, было отозвание российских консулов из Александрии, Бухареста и Ясс. С началом войны Тонус был вынужден покинуть Египет, и 8 сентября 1787 года флаг России над консульством был спущен. После этого российская дипломатическая миссия в Египте прекратила своё существование на следующие пять лет.
Тем не менее, планы Тонуса по наращиванию связей между Россией и Египтом при помощи беев оставались очень широкими. Последние продолжали стремиться к независимости от Турции и нуждались в поддержке такого сильного и враждебного туркам европейского государства, как Российская империя. Поэтому, прибыв в Санкт-Петербург, он предоставил свой план того, как можно воспользоваться дружбой беев в интересах России и предложил свои услуги для его исполнения. Тонус взял на себя следующие задачи: прервать поставки риса и кофе в Константинополь, побудить беев атаковать Сирию с целью отвлечения части турецких сил, добиться для русского флота стоянки в Александрийском порту и отлаженного снабжения продовольствием. Взамен Россия должна была признать независимость Египта и оказать ему военную поддержку в виде флота и артиллерии. Данный проект был одобрен Екатериной II, которая придавала ему большое значение и поручила послу в Вене, Д. М. Голицыну, заранее предупредить о нём союзную России Австрию, чтобы та не вмешивалась в происходящее.
В феврале 1788 года Тонус получил звание подполковника и отправился в Египет для выполнения своей рискованной миссии. Прибыл он на мальтийском судне и был наделён всеми полномочиями для заключения договора с беями на предложенных им условиях. Переговоры должны были пройти в строжайшей тайне, в присутствии адмирала С. К. Грейга.
Однако план провалился. По рассказу одного из очевидцев, Тонус, высадившийся в устье Нила и переодетый турком, был узнан двумя французами. Он был схвачен, доставлен в Каир и заточен в крепость. Согласно другой, менее ясной версии, Тонус сам повёл себе крайне неосторожно и сразу огласил цель своего визита. Получив от него письмо императрицы и обсудив его, беи сочли невыгодным русское предложение. Некоторые беи начали требовать смерти дипломата, но за Тонуса вступились его сторонники и даже смогли облегчить его участь: подполковника выпустили из крепости и предоставили ему свободу передвижения по Каиру. Он был уверен в том, что скоро прибудет русская флотилия и ждал её. Но вскоре, под давлением подданных, каирский паша вновь посадил его в крепость, где 17 сентября 1789 года он, по разным сведеньям, он был отравлен или задушен.